# Hartley Rogers, Jr.
Hartley Rogers, Jr. (Buffalo, 1926) é um matemático estadunidense.
Trabalhou em Teoria da recursão, e que atualmente é professor no Departamento de Matemática do Instituto de Tecnologia de Massachusetts. O Teorema da equivalência de Roger carrega o seu nome.
Estudou na Universidade de Princeton e recebeu seu Ph.D. lá em 1952. Ele atuou no corpo docente do MIT desde 1956. 
Lá, ele foi envolvido em muitas atividades extracurriculares acadêmicas, incluindo a execução SPUR ( Programa de Verão em Iniciação Científica) para alunos de graduação do MIT, supervisionando a seção de RSI matemática (Instituto de Pesquisa em Ciência) para alunos avançados do ensino médio, e treinando o MIT Putnam exam equipe por quase duas décadas a partir de 1990, incluindo os anos de 2003 e 2004, quando o MIT venceu pela primeira vez desde 1979. Ele também dirige um seminário chamado  ' 18.S34 : resolução de problemas matemáticos ' para calouros do MIT.
Rogers é conhecido dentro da comunidade de graduação MIT também por ter desenvolvido um curso de cálculo multivariável (  ' 18,022 : Cálculo Multivariável com a Teoria ' ) com o objetivo específico de proporcionar uma base firme matemática para o estudo da física. Em 2005, ele anunciou que não seria mais o docente deste curso, mas é provável que ela continuará a ser ensinado de forma semelhante no futuro. Ele é lembrado por seus comentários espirituosos matemáticos durante as aulas, bem como a sua tradição de conceder biscoitos e figos para um melhor desempenho em sala de aula.

## Frases
- "Isso foi um equívoco terrível ... e seu equívoco é ainda mais horrível. "

- " Isso seria como eu dizer : ' Todos os unicórnios no Zoológico de Boston são roxos . Isso é verdade mesmo que não exista unicórnios no Zoológico de Boston, porque se você encontrar um lá , seria roxo. "

- "O que é errado é a sua ideia errada ... Talvez você não tenha a ideia errada. Talvez eu estou lutando uma pessoa forte . "